# Ланга, Ян
Ян Ланга, немецкий вариант — Йоганн Ланге (в.-луж. Jan Langa, нем.  Johann Lange , 18 мая 1669 года, деревня Палов, Лужица, курфюршество Саксония — 27 декабря 1727 года, деревня Минакал, Лужица, королевство Саксония) — лютеранский священнослужитель и серболужицкий культурный делатель, один из четырёх переводчиков первого полного перевода Библии на верхнелужицкий язык. Один из деятелей национально-культурного сербско-лужицкого возрождения.

## Биография
Родился 18 мая 1669 года в крестьянской семье в серболужицкой деревне Палов в коммуне Земицы-Тумицы. После окончания будишинской гимназии изучал теологию в Майсене и с 1691 года – в Лейпцигском университете. С 1696 года по 1704 год служил настоятелем в лютеранском приходе в деревне Будышинк, с 1704 года по 1710 год – в деревне Смельна и с 1710 года до своей кончины служил в деревне Минакал.
В сотрудничестве с Яном Бемаром, Яном Вавером и Матеем Йокушем сделал полный перевод Библии Мартина Лютера на верхнелужицкий язык. Этот перевод потребовал одиннадцатилетнего труда для обработки языка и сверки с польским, чешским и старославянским переводами. Библия была издана в 1728 году после его смерти на средства серболужицкого культурно-просветительского общества «Сербское проповедническое общество». В настоящее время этот перевод под наименованием «Biblija 1728» считается в сорабистике одним из памятников серболужицкой письменности и языка.
Будучи противником переводов церковной литературы на лужицкий язык, издал в 1720 году небольшое двуязычное сочинение «Christliche und reiflich überlegte Gedanken über Herrn Petri Schiracks, Pfarrers in Creba errafften critico-philologischen Vortrag, den er aus allen bisher in Druck herausgegebenen Wendischen Schrifften geraffet», в котором критиковал Петра Шераха с его концепцией переиздания Катехизиса Варихиуса (Warichiusowy katechizm).
У него было два сына: Ян Бальтазар Ланга и Ян Бедрих Ланга.